# Pseudopauropus medius
Pseudopauropus medius är en mångfotingart som först beskrevs av Hilton 1930.  Pseudopauropus medius ingår i släktet Pseudopauropus och familjen fåfotingar. Inga underarter finns listade i Catalogue of Life.